# Carbon law
Carbon law betecknar en tumregel gällande hur globala koldioxidutsläpp ska minskas, för att motverka global uppvärmning. Begreppet föreslogs ursprungligen i en rapport från Stockholm Resilience Centre, som del av en strategi för att nå de globala målen gällande koldioxidutsläpp. Regeln grundar sig på Moores lag och säger att de globala utsläppen behöver halveras varje årtionde, för att kunna nå de målsättningar som sattes genom Parisavtalet 2015. För att realistiskt kunna uppnå klimatmålen, föreslogs dock att tumregeln bör kombineras med andra åtgärder, såsom en storskalig utbyggnad av förnybara energikällor och utveckling av teknologier för upptag av koldioxid i atmosfären. 
Att den globala utvecklingen följer carbon law ses som en nödvändighet för att den globala temperaturökningen från förindustriell nivå ska kunna hållas under 1,5 grader celsius. En halvering av världens totala koldioxidutsläpp från 2020 till 2030, ger en 50% chans att nå detta temperaturmål. Förhoppningen är att kunna följa carbon law och uppnå en halvering även 2030 till 2040, för att sedan nå noll nettoutsläpp av koldioxid år 2050.